# Borneo SubOrbitals
Borneo SubOrbitals était une initiative spatiale en partenariat public-privé lancée en 2019.
En 2022, le projet a été remplacé par le programme éducatif SPACE (Sarawak Physics, Astronomy & Computer Engineering), en collaboration avec MEASAT Satellite Systems, permettant aux étudiants de lancer des fusées en réalité virtuelle,,.

## Historique
Ce projet impliquait plusieurs établissements d’enseignement supérieur et une entreprise sociale locale, à savoir la Universiti Malaysia Sarawak (en) (UNIMAS), l'université de Malaya (UM) et la Universiti Teknologi Petronas (en) (UTP), en collaboration avec des entreprises sociales telles que The Learning Curve, The Hills Lifestyle Community Lifestyle Hub, ainsi qu’une entreprise nommée Strand Aerospace Malaysia.
Chaque partie était responsable de la recherche, de la conception, de l’assemblage et du lancement de la fusée. UTP s’occupait des simulations et de la conception électronique, UM était chargée de l’analyse statique et dynamique des structures ainsi que du choix des matériaux, tandis que l’UNIMAS assurait la fabrication et l’assemblage de la fusée, sous la supervision et le conseil de Strand Aerospace Malaysia.

## Projet de fusée suborbitale hybride
Le projet visait à lancer une fusée à propergol hybride suborbitale depuis Kuching afin d’atteindre une altitude de 55 km d’ici l’année 2022. La fusée serait équipée de capteurs et de systèmes de télémétrie pour recueillir des données atmosphériques et océaniques à destination des chercheurs du MOSTI. Elle était ensuite censée amerrir après avoir accompli sa mission.
Un précédent lancement avait été réalisé en octobre 2018, lors d’un vol d’essai effectué par un adolescent à Kuching, atteignant une altitude de 5 km.
La fusée suborbitale devait également bénéficier de contributions progressives d’étudiants, via des compétitions.